# Museo per Via
Il Museo per Via è un museo di Pieve Tesino dedicato all'ambulantato tesino, in particolare quello delle stampe.
Il Museo ha sede presso Casa Buffa Giacantoni, una volta abitazione di una famiglia di venditori di stampe. È di proprietà del Comune di Pieve Tesino ed è gestito dalla Fondazione Trentina Alcide De Gasperi.